# Referendum in Litauen 2008

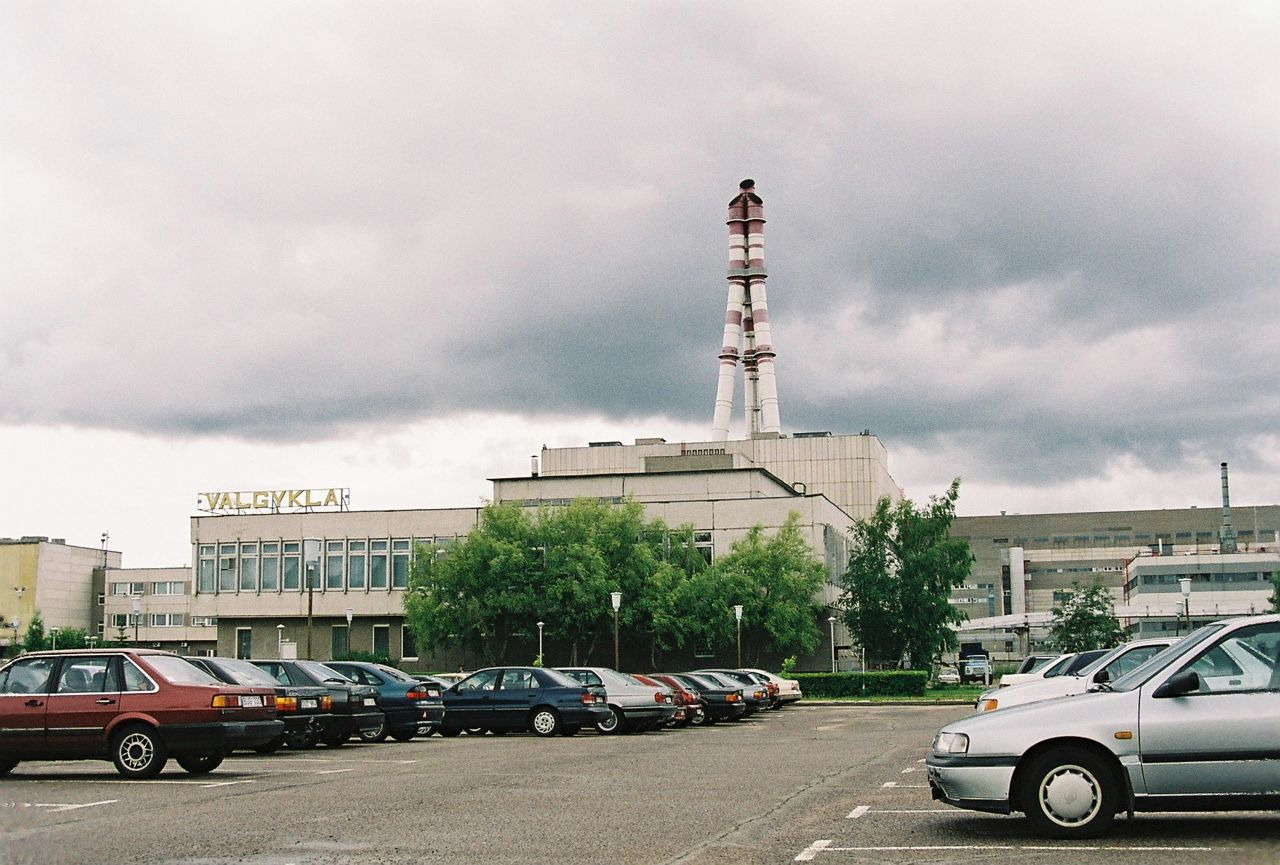
Das Kernkraftwerk Ignalina

Das Referendum in Litauen 2008 zur Frage des Weiterbetriebs des Kernkraftwerkes Ignalina fand am 12. Oktober 2008 statt. Zum gleichen Zeitpunkt wurde außerdem die erste Runde der Parlamentswahl 2008 in Litauen abgehalten. Das Referendum war für die Regierung  rechtlich nicht bindend.

## Vorgeschichte
Ursprünglich hatte die EU Litauen im Zuge des Beitritts im Jahr 2003 dazu verpflichtet, das Kernkraftwerk Ignalina zu schließen. Ein Reaktor wurde bereits abgeschaltet und der Verbleibende sollte im nächsten Jahr folgen. Doch das Land Litauen war gegen die Stilllegung des Kraftwerks. Im Juli 2008 beschloss schließlich das litauische Parlament mit großer Mehrheit ein Referendum über eine Laufzeitverlängerung. Auch wenn das Referendum nicht bindend war, so erhofften sich die Parlamentsabgeordneten dennoch eine starke Argumentationshilfe. Auch fürchteten zu dem Zeitpunkt viele Litauer, dass ihr Land durch die Kraftwerksschließung noch abhängiger von russischen Energielieferungen würde.

## Fragestellung
Die im Referendum gestellte Frage war die folgende:

„Pritariu, kad Ignalinos atominės elektrinės darbas būtų pratęstas iki techniškai saugių terminų, bet ne ilgiau, negu kol bus pastatyta nauja atominė elektrinė“

„Ich stimme dafür, dass der Betrieb des Kernkraftwerks Ignalina bis zum Ende der technisch sicheren Laufzeit verlängert wird, jedoch nicht länger als bis ein neues Kernkraftwerk erbaut sein wird.“

## Ergebnis
Mit einer großen Mehrheit von 91,40 Prozent der Stimmen sprachen sich die Wähler für den Weiterbetrieb des Kraftwerks aus. Nur 8,60 Prozent waren dagegen. Die Wahlbeteiligung lag lediglich bei 48,43 Prozent. Damit war das Referendum gescheitert, weil die Mindestwahlbeteiligung von 50 Prozent nicht erreicht wurde.
| Ja                                                   | 1.156.738 | 91,40  |  |  |  |  |
| Nein                                                 | 108.798   | 8,60   |  |  |  |  |
|                                                      |           |        |  |  |  |  |
| Gesamt                                               | 1.265.536 | 100,00 |  |  |  |  |
|                                                      |           |        |  |  |  |  |
| Gültige Stimmen                                      | 1.265.536 | 96,92  |  |  |  |  |
| Ungültige Stimmen                                    | 40.249    | 3,08   |  |  |  |  |
| Wahlbeteiligung                                      | 1.305.825 | 48,43  |  |  |  |  |
| Registrierte Wähler                                  | 2.696.090 | 100,00 |  |  |  |  |
|                                                      |           |        |  |  |  |  |
| Quelle: Zentrale Wahlkommission der Republik Litauen |           |        |  |  |  |  |